# Mildred (namn)
För andra betydelser, se Mildred.

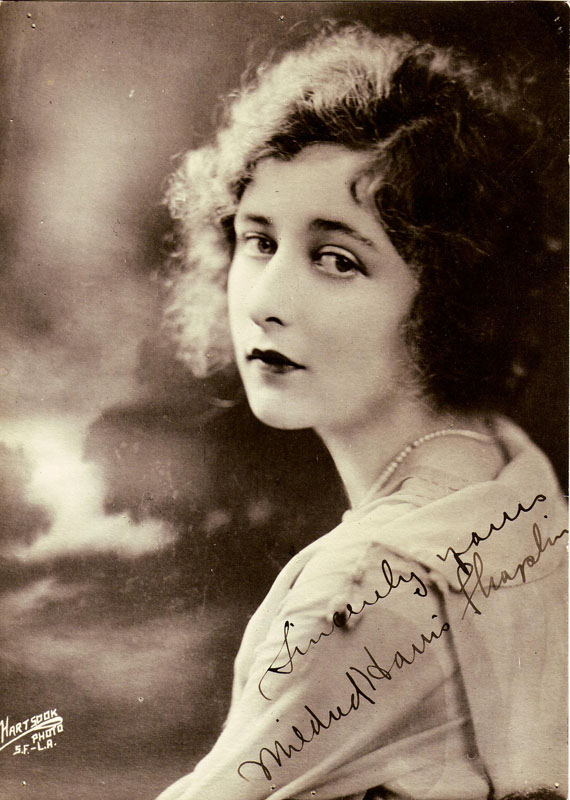
Skådespelaren Mildred Harris (1901–1944)

Mildred (eller Mildrid) är ett namn av engelskt ursprung. Namnet kommer av det fornengelska namnet Mildþryð och var namnet på ett anglosaxiskt helgon under 700-talet, Sankt Mildred.
Namnet kommer av fornengelska mild ’mild’ och þrȳð ’styrka’, samma efterled som i Gertrud och Elfrida. Namnet är först belagt i Sverige år 1881 i formen Mildred och 1873 i den försvenskade formen Mildrid. I Sverige var namnet som mest populärt under 1920- och 1930-talet. År 1973 bars namnet av 3117 personer i Sverige i formen Mildred, 2004 av 2337 personer, och år 2023 hade siffran gått ner till 1859.
Formen Mildrid är en försvenskad form som ansluter sig till namn på -rid (av äldre -frid) som Astrid, Ingrid och Sigrid. Namnformen Mildrid hade 489 bärare år 1973 och 122 bärare år 2023.
Namnet hade från 1986 namnsdag den 23 januari, namnsdagen flyttades 1993 till den 14 november och utgick 2001.

## Bärare
- Mildred Bailey (1907–1951), amerikansk sångerska
- Mildred Barnes Bliss (1879–1969), amerikansk konstsamlare
- Mildred Cooke (1526–1589), engelsk översättare och hovdam
- Mildred Davis (1901–1969), amerikansk skådespelare
- Mildred B. Davis, amerikansk kriminalförfattare
- Mildred ”Babe” Zacharias (1911–1956), amerikansk idrottare
- Mildred Dresselhaus (1930–2017), amerikansk fysiker
- Mildred Dunnock (1901–1991), amerikansk skådespelare
- Mildred Gillars (1900–1988), amerikansk radiopersonlighet
- Liv Mildrid Gjernes (1954–), norsk konstnär
- Mildred Harnack (1902–1943), amerikansk-tysk litteraturhistoriker
- Mildred Harris (1901–1944), amerikansk skådespelare, Charlie Chaplins första hustru
- Mildred Fizzell (1915–1993), kanadensisk friidrottare
- Mildred Esther Mathias (1906–1995), amerikansk botaniker
- Mildred McDaniel (1933–2004), amerikansk friidrottare
- Mildred Mehle (född Mildrid; 1904–1987), norsk-svensk skådespelare, mor till Olle Adolphson
- Mildred Natwick (1905–1994), amerikansk skådespelare
- Mildred Richardson (1883–1987), brittisk konståkare
- Mildred Scheel (1932–1985), tysk läkare
- Mildred Stahlman (1922–2024), amerikansk pediatiker
- Mildred Thulin (1941–), svensk politiker
- Mildred Wiley (1901–2000), amerikansk friidrottare